# Екатерина Дукова
Екатерина Илиева Дукова е българска учителка, деятелка на Българското възраждане в Източна Македония.

## Биография
Екатерина Дукова е родена около 1850 година в Неврокоп, тогава в Османската империя. Баща ѝ Илия Дуков е дълогодишен председател на неврокопската българска община, а брат ѝ Атанас Дуков е военен деец и революционер. Екатерина Дукова учи в родния си град и в 1867 година става първата учителка в новооснованото Неврокопско девическо училище. В 1870 година заедно с братовчедка си Елена Дукова основават женското дружество „Ученолюбие“ и Екатерина става негова председателка. В 1873 година е сред основателите на учителското дружество „Просвещение“. Дукова пише във вестник „Македония“ на Петко Славейков, кореспондира с Никола Тошков в Одеса, който издържа девическото училище в Неврокоп.